# Levantsjögroda
Levantsjögroda (Rana bedriagae) är en art i familjen äkta grodor som tillhör ordningen stjärtlösa groddjur.

## Utseende
Arten är mycket lik sjögrodan (Rana ridibunda) och skiljs egentligen från denna endast genom DNA-analys. Viss skillnad finns emellertid även i lätet. Den har som sjögrodan en brun till grönaktig rygg.  Dessutom, likt sjögrodan, har den en vitaktig undersida, oftast med svarta markeringar. 6 till 14 cm lång, hanarna vanligtvis kortare.

## Vanor
Grodan är framför allt en akvatisk art, som främst lever i våtmarker med riklig undervattensvegetation, likt träsk, källor, dammar, fiskodlingar, bäckar, floder, vattenreservoarer och bevattningskanaler. Den kan dock gå upp på land i närheten av de vatten i vilka de lever. Fortplantning och larvutveckling sker i samma vatten. Arten är förhållandevis okänslig för vattenföroreningar.

## Utbredning
Arten finns kring östra Medelhavet från västra och södra Turkiet, över västra Syrien (inklusive ett par enklaver längre åt öster), Cypern, delar av Jordanien, Israel utom längst i söder, Palestina samt norra Egypten (med en utlöpare söderöver längs Nildalen).

## Status
Levantsjögrodan är klassificerad som livskraftig ("LC"), men populationen minskar, främst på grund av utdikningar, föroreningar och torka. Den turkiska populationen skördas dessutom storskaligt som föda, främst för export till Västeuropa. Den är fridlyst i Israel, och flera av dess lokaler i Jordanien är skyddade.